# Вишняков, Владимир Алексеевич
Владимир Алексеевич Вишняков (1802—1870) — русский генерал-лейтенант, директор Орловского кадетского корпуса.

## Биография
По окончании Павловского кадетского корпуса в 1823 году был оставлен в нём в звании подпоручика. Штабс-офицер — с 1836 года, подполковник — с 1841 года; в декабре 1851 года был произведён в генерал-майоры и в 1853 году назначен директором Орловского Бахтина кадетского корпуса, которым руководил почти двадцать лет — до 1863 года (с 1859 года — генерал-лейтенант). В дальнейшем «состоял по запасным войскам».
Был действительным членом Комитетов в московском Русском обществе акклиматизации животных и растений, президентом отдела комитетов акклиматизации животных при орловском кадетском корпусе (с 1858).
Умер 25 ноября (7 декабря) 1870 года. Похоронен на Смоленском православном кладбище в Санкт-Петербурге. Жена — Христина Ивановна (1820—1892), похоронена рядом с ним.